# 1281
Năm 1281 là một năm trong lịch Julius.